# Cheilotrichia (Empeda) zimmermani
Cheilotrichia (Empeda) zimmermani is een tweevleugelige uit de familie steltmuggen (Limoniidae). De soort komt voor in het Australaziatisch gebied.